# Martin François Le Masson du Chénoy
Martin François Le Masson du Chénoy, né le 10 novembre 1749 à Dommartin-le-Franc (Haute-Marne), mort le 25 août 1816 à Joinville (Haute-Marne), est un militaire français de la Révolution et de l’Empire.

## États de service
Il entre en service le 1er janvier 1768, comme simple canonnier dans le régiment d’artillerie d’Auxonne, et le 20 juillet 1771, il est admis en qualité d’élève, à l’école d’artillerie de Bapaume. 
En 1773, il est envoyé à celle de La Fère, et le 1er octobre 1774, il est affecté au régiment d’artillerie de Metz, avec le grade de lieutenant. Mis dans une compagnie d’ouvrier d’artillerie, il fait avec son unité la campagne de 1782 à Genève. Il obtient son brevet de capitaine le 11 juin 1786, au régiment d’artillerie de La Fère, et de 1789 à 1791, il est détaché à la manufacture d’armes de Maubeuge. Il est fait chevalier de Saint-Louis le 7 octobre 1791.
Le 6 février 1792, il obtient le commandement de la 4e compagnie d’ouvriers, et il fait avec elle, les guerres de 1792 et 1793, à l’armée du Rhin. Il montre beaucoup de valeur, à l’attaque du fort de Kehl le 14 septembre 1793, et le 20 janvier 1795, il est nommé chef de bataillon sous directeur d’artillerie à Strasbourg. Le 18 septembre 1796, il se trouve à la seconde attaque faite par les autrichiens sur le fort de Kehl, et à celle de la même place le 22 novembre 1796, où il commande l’artillerie de siège jusqu’au 9 janvier 1797. Le 20 avril 1798, il commande l’arsenal de Strasbourg jusqu’au 18 août 1799. Il est promu chef de brigade le 1er juin 1799, et il occupe les fonctions de directeur d’artillerie à Strasbourg. Le 21 janvier 1802, il est nommé directeur d’artillerie à Douai, et il est fait chevalier de la Légion d’honneur le 11 décembre 1803, puis officier de l’ordre le 14 juin 1804.
De l’an XIV à 1807, il fait les campagnes d’Autriche, de Prusse et de Pologne à la Grande Armée, en qualité de directeur du parc d’artillerie du corps d’armée du duc de Dalmatie. De retour à Strasbourg en 1808, comme directeur de l’artillerie, il est créé baron de l’Empire le 28 janvier 1809. 

## Proprietaire et retraité
Cette même année 1809 il devient proprietaire du domaine des Gestas (émigrés à la Révolution) à Saucourt-sur-Rognon (près de Joinville) : forges avec moulin et bâtiments. À sa mort en 1816, ce domaine passe à son gendre François-Charles Guénard de la Tour, ancien capitaine de la Garde impériale.
Il est admis à la retraite le 28 août 1813.  Il meurt le 25 août 1816 à Joinville.

## Dotation
- Le 17 mars 1808, donataire d’une rente de 4 000 francs sur les biens réservés en Westphalie.

## Armoiries
| Figure | Nom du baron et blasonnement |
| ------ | --- |
|        | Armes du baron Martin François Le Masson du Chénoy et de l'Empire, décret du 19 mars 1808, lettres patentes du 28 janvier 1809, officier de la Légion d'honneur Coupé le premier parti d'azur à trois étoiles en fasce d'argent et du quartier des barons militaires, le deuxième de gueules aux trois pals bretessés d'argent. Livrées : les couleurs de l'écu. |

## Sources
- A. Lievyns, Jean Maurice Verdot, Pierre Bégat, Fastes de la Légion-d'honneur, biographie de tous les décorés accompagnée de l'histoire législative et réglementaire de l'ordre, Tome 3, Bureau de l’administration, 1844, 529 p. (lire en ligne), p. 124.
- « La noblesse d’Empire » (consulté le 21 mars 2016)
- « Cote LH/517/95 », base Léonore, ministère français de la Culture
- Vicomte Révérend, Armorial du premier empire, tome 3, Honoré Champion, libraire, Paris, 1897, p. 98.
- Léon Hennet, Etat militaire de France pour l’année 1793, Siège de la société, Paris, 1903, p. 133.
- Martin François Le Masson du Chénoy  sur roglo.eu
- Louis Bergeron et Guy Chaussinand-Nogaret, Grands notables du Premier Empire: notices de biographie sociale, Volume 7, Centre national de la recherche scientifique, 1978, p. 185.